# China poblana

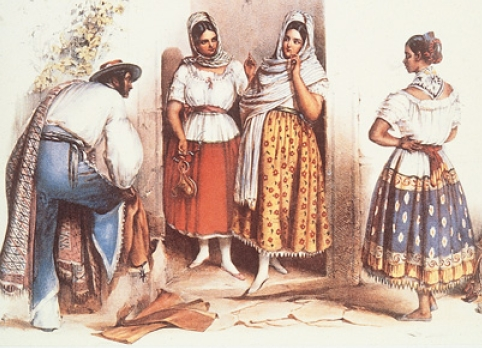
Poblanas (femmes de Puebla) sur une gravure du XIXe siècle. À gauche se trouve un.

Le terme China poblana (de Puebla) renvoie à deux éléments de la culture mexicaine.
Dans son sens le plus large et le plus commun, c'est un costume féminin de la ville de Puebla avant sa disparition dans la seconde moitié du XIXe siècle.
Dans un deuxième sens, il s'agit du surnom d'une esclave asiatique, Mirra, appartenant à une lignée noble indienne, à qui l'on a attribué depuis le porfiriat la création de ce costume. L'hypothèse, cependant, a été mise en doute par de nombreux auteurs. Après avoir été convertie au catholicisme à Cochin (la ville d'Inde où elle avait été capturée par des pirates portugais) on lui imposa le nom de Catharina de San Joan (es), nom avec lequel elle est connue à Puebla où elle sert comme esclave, se marie et a ses habitudes. À sa mort, Catharina San Joan est enterrée dans la sacristie du temple de la compagnie de Jésus à Puebla, l'endroit même que l'on connait populairement sous le nom de tombe de la China Poblana
En Nouvelle-Espagne le système colonial de castas (es) donnait le nom de chino a des personnes issues du métissage des habitants de la Nouvelle Espagne, mais variait selon les auteurs sur les origines des parents.

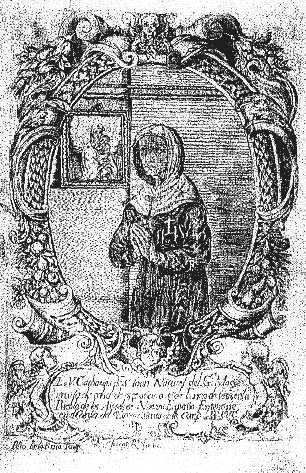
Représentation de Catharina de San Joan, la « China », gravure du XVII.

## Légende de la China Poblana
On suppose que, sur demande de Diego Carrillo de Mendoza y Pimentel marquis de Gelves et vice-roi de la Nouvelle Espagne, un marchand ramena des Philippines une jeune fille originaire de l'Inde qui devait servir personnellement le vice-roi. Cette fille, appelée Mirra, est capturé par des pirates portugais. Mais elle s'échappe et se réfugie dans une mission jésuite à Cochin, où elle est baptisée sous son nouveau nom. Mirra est rattrapée par les pirates, qui la mènent à Manille et la vendent à ceux qui l'amèneront au Mexique.
Mais, à son arrivée à Acapulco, le marchand la vend comme esclave au commerçant de Puebla Don Miguel de Sosa, pour dix fois la valeur qu'avait promis pour elle le vice-roi. Catharina San Joan, ou Mirra, a probablement continué à se vêtir à la manière de son Inde natale, vêtue avec un sari qui lui couvre tout le corps. On suppose que de cette manière de se vêtir provient l'origine du costume de China, selon ses biographes, les jésuites Alonso Ramos et José del Castillo Grajeda.
Quelques années après son arrivée, son maître meurt, donnant l'ordre dans son testament d'affranchir l'esclave. Elle se réfugie alors dans un couvent, où l'on raconte qu'elle commence à avoir des visions de la Vierge Marie et de son enfant, Jésus.
Catarina de San Juan meurt le 5 janvier 1688, à 82 ans. On la vénère comme une sainte à Puebla, jusqu'à ce que l'inquisition interdise en 1691 la dévotion à son égard.

## Costume de la China

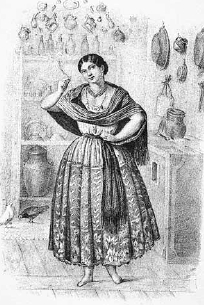
« La China », sur la lithographie qui accompagne le livre Los mexicanos pintados por sí mismos (les mexicains peints par eux-mêmes).

Le costume de la China poblana est attribuée à Catharina San Joan, alors qu'on est certain qu'il s'agit d'un métissage des diverses cultures mexicaines et de trois siècles de colonisation espagnole.
Selon les descriptions du XIXe siècle, les Chinas s'habillent de la sorte :
- Une chemise blanche, suffisamment ouverte pour laisser voir une partie du cou et de la poitrine, ce qui scandalisait les bonnes gens de la société mexicaine[2].
- Une robe appelée castor, qui prend son nom de la toile dont elle est faite.
- Des bas blancs
- Une ceinture qui sert à tenir le castor et les bas.

## Représentation culturelle de la China
Tout stéréotype est un personnage chargé de comportements attendus. La China n'en est pas une exception. Comme l'ont observés plusieurs auteurs sur les femmes mexicaines, il n'y a dans la culture mexicaine de place pour une femme qui ne soit sainte ou prostituée.
Dans le cas précis de la China, il est nécessaire de signaler que son personnage oscille entre une valeur positive et une négative, selon ce qui s'exprimait à travers elle sur le moment. 
Si les récits s'accordent à dire que cette femme était très jolie, ses vêtements étaient bien trop osés pour la société dans laquelle elle était censée évoluer, bien qu'une partie des femmes indigènes se montraient encore avec la poitrine nue.[réf. nécessaire]
On peut alors comprendre que pour sa beauté, le public masculin aimait son teint brun, son corps et sa figure gras sans être obèse, mais, par-dessus tout, elle était naturelle et ne cherchait pas à s'embellir d'artifice extérieurs. Dans ce sens, la garde-robe de la China était considérée comme provocante.

## La China, stéréotype des mexicaines issues des classes populaires
Les chroniqueurs de l'époque appelée « splendeur des chinas » avertissent qu'il s'agit d'une des multiples identités que les mexicaines de l'époque pouvait acquérir. En général, il s'agit d'un personnage des villes mexicaines, à qui l'on a attribué un certain libertinage, à l'époque où l'acte sexuel était, dans cette société, cantonné au mariage (valorisé positivement) ou à la prostitution (valorisé négativement).
Les Chinas commencent à disparaître dès le début de la seconde moitié du XIXe siècle, comme l'avait prévu José María Rivera en 1854.
Cette même année, le Français Ernest Vigneaux décrit le même phénomène de disparition du costume des Chinas, qui fut attribué en 1873 à la fermeture d'ateliers de production des castors et des autres textiles nécessaires à la fabrication du costume, à la suite des importations massives de textiles bon marché venant des Indes, dont est notamment originaire le paliacate.
Finalement, Joaquín García Icazbalceta (es) signale en 1899 que le costume a disparu.
Malgré cela, la china passe le XXe comme synonyme de la féminité mexicaine, en emmêlant la China du peuple et la légende de Catharina San Joan, à qui l'on attribue désormais ce costume national.
C'est précisément entre 1920 et 1940 que la China acquiert sa qualité de stéréotype des Mexicaines des classes populaires, juste au moment où les gouvernements nationalistes issus de la révolution mexicaine tentent d'affermir leur pouvoir, en créant de toutes pièces de nouveaux symboles de la culture populaire, en les faisant connaitre là où ils étaient ignorés, ou en les imposant là où ils n'existaient pas.
Un des premiers moments où ce costume représente la mexicanité est en 1919, quand la danseuse classique Anna Pavlova exécute le Jarabe Tapatío, de composition récente, avec ce costume. Petit à petit, les manifestations culturelles imposent ce stéréotype.
Les chanteuses des années suivantes, telles que Lucha Reyes, ou les actrices comme María Félix apparaissent avec des Chinas poblanas, alimentant la relation erronée et anachronique avec le charro (stéréotype masculin mexicain) alors qu'elle est la contemporaine du chinaco (es) avec lequel elle est souvent représentée dans l'imagerie mexicaine du XIXe siècle.
Le succès et la permanence de la China poblana comme un des symboles de l'identité populaire mexicaine est dû à la manipulation qu'en ont fait les gouvernements issus de la Révolution mexicaine. Il y a donc ceux qui sont de l'opinion que cela a été positif pour la représentation de l'art populaire créé en fait de toutes pièces. Et il y a ceux qui
se montrent plus critiques, comme Pérez Monfort qui dit qu'en créant un stéréotype de la mexicanité, l'État a nié la grande diversité culturelle du pays. Luis Felipe Crespo Oviedo ajoute que la manipulation de ces clichés contribue à la reproduction du système social et de ses injustices.